# The Black Album (Prince)
The Black Album è il sedicesimo album da studio del cantante e musicista statunitense Prince, pubblicato ufficiosamente l'8 dicembre 1987 e ufficialmente il 22 novembre 1994 dalla etichetta Warner Bros. Records.
Album realizzato nel 1987, uscì inizialmente l'8 dicembre dello stesso anno ma fu subito ritirato; venne pubblicato a ridosso del precedente e altrettanto famoso Sign o' the Times, è diventato leggendario per l'alone di mistero che è sempre aleggiato attorno alla sua realizzazione e al suo repentino ritiro per opera dello stesso Prince, dichiaratosi insoddisfatto della qualità finale del disco. Al contrario, sono sempre circolate voci che la WEA tedesca fosse contraria a pubblicare due dischi dello stesso artista nello stesso anno. Nonostante questo, alcune migliaia di copie sfuggirono al macero e presero strade diverse sparpagliandosi per l'Europa; in Inghilterra un collezionista (che alcuni sospettarono fosse lo stesso Prince) ne acquistò una copia pagandola ben 11000 £. Chi ebbe modo di ascoltare il disco fu dell'opinione che il Black Album non mostrasse un Prince al meglio delle sue forze. Venne infine ripubblicato in versione ufficiale il 22 novembre 1994 dalla Warner Bros.

## Descrizione
L'album, il cui titolo avrebbe dovuto essere The Funk Bible, era stato originariamente pianificato per essere pubblicato nel dicembre 1987, come seguito di Sign o' the Times e con una veste grafica molto spartana: una copertina completamente nera senza alcun titolo o riferimento a Prince stesso. Il disco venne quindi sin da subito soprannominato The Black Album (con un evidente rimando al celebre White Album dei Beatles). Secondo le intenzioni dell'artista, l'opera avrebbe dovuto essere una sorta di reazione alle critiche ricevute per essersi troppo avvicinato alla musica pop di consumo; un tentativo di riguadagnare il favore del proprio pubblico afroamericano.
Le copie promozionali uscirono senza titolo, nome dell'artista, note o crediti di produzione; con la sola scaletta dei brani e il numero di catalogo stampati sull'etichetta (anch'essa di colore nero) del disco stesso. Esse furono però ritirate dal commercio album una settimana prima della pubblicazione, e il progetto venne rimpiazzato dall'album Lovesexy, opera più solare e orientata al pop con rimandi a concetti di rinascita spirituale.

### Contenuti
L'album contiene una delle più eccentriche canzoni di Prince: Bob George, nella quale egli assume l'identità di uno sfruttatore che sospetta la propria ragazza lo stia tradendo con un uomo di nome Bob. Lui le chiede cosa faccia il tizio per vivere e viene a sapere che Bob è il manager di Prince, che egli liquida con un commento sprezzante definendolo "quello stronzo magrolino con la vocina stridula". Quindi l'uomo geloso uccide la ragazza, e finisce per essere assediato dalla polizia. Durante i concerti del Lovesexy Tour, la canzone terminava con l'uccisione dell'uomo da parte della polizia. Il titolo del brano è una combinazione tra Bob Cavallo (ex manager), e Nelson George che sarebbe diventato uno dei più grandi detrattori di Prince.
Nell'album sono inoltre presenti brani che mettono in satira la musica hip-hop come Dead on It, che afferma quanto tutti gli MC non abbiano orecchio musicale e siano incapaci di cantare, e la gioiosa Cindy C., diretto riferimento alla top model Cindy Crawford. Presenti anche molti personaggi fittizi, creati da Prince facendo ricorso a voci rallentate o accelerate (come già fatto in passato in If I Was Your Girlfriend, U Got the Look, Strange Relationship, e Housequake, tutte tracce dell'album Sign o' the Times).
Lo strumentale jazz-funk 2 Nigs United 4 West Compton, una sorta di jam session in studio, venne in seguito rielaborata dal vivo sull'album One Nite Alone... Live!, ma in una versione totalmente stravolta nella quale è difficile riscontrare somiglianze con il pezzo presente sul Black Album. When 2 R in Love è l'unica ballata presente sull'album, e sarà l'unica canzone che verrà riportata inalterata nell'album successivo Lovesexy del 1988.
Rock Hard in a Funky Place avrebbe dovuto in origine essere inclusa nel cancellato Crystal Ball e in seguito era in lizza per apparire nell'ugualmente abortito progetto Camille. Dopo la dissolvenza finale dell'album, si può ascoltare un feedback dissonante, seguito dall'esclamazione di Prince: «What kind of fuck ending was that?» ("Che cazzo di finale è questo?").

## Ritiro e successiva cancellazione
Poco tempo prima che The Black Album venisse distribuito nei negozi, Prince decise di ritirare tutte le copie esistenti dell'album e di abbandonare il progetto, lasciando in circolazione solamente 100 copie promozionali distribuite in Europa, e qualche copia per il mercato statunitense che sarà oggetto di numerosi bootleg negli anni a venire. Molte sono le motivazioni, incluse varie speculazioni, che sono state addotte per questo comportamento da parte di Prince:
- Prince si convinse che l'album era "malvagio" o rappresentasse un oscuro presagio.
- Prince sperimentò una profonda crisi mistica e volle prendere le distanze dai riferimenti all'erotismo e alla violenza presenti nei suoi testi.

Ulteriore evidenza del fatto che Prince percepiva The Black Album come un errore fu mostrata nel primo videoclip ufficiale del singolo Alphabet St. tratto dal successivo album, Lovesexy, dove a circa 24 secondi dall'inizio sarebbe presente una immagine subliminale dell'artista con in mano un bastone e le parole "Don't buy The Black Album. I'm sorry" in sovrimpressione a scorrimento verticale.
- Prince decise di cancellare l'album dopo aver avuto una brutta esperienza nello sperimentare l'ecstasy.[4] Ex collaboratori di Prince avrebbero confermato questa versione.[5]
- Prince si dichiarò insoddisfatto della qualità finale del disco.

Immediatamente dopo la diffusione della notizia del ritiro dal mercato, The Black Album acquisì uno "status mitico" e divenne uno dei più leggendari "album perduti" della storia del rock alla pari con dischi come SMiLE dei Beach Boys. All'epoca, svariate celebrità, inclusi The Edge e Bono Vox degli U2, citarono l'album tra i loro dischi preferiti del 1988 in un sondaggio indetto dalla rivista Rolling Stone.

## Pubblicazione ufficiale
The Black Album venne infine pubblicato ufficialmente dalla Warner Bros. Records il 22 novembre 1994, con nuovo numero di catalogo (45793), ma con la stessa scaletta dei brani e identica veste grafica. La ristampa avvenne in edizione limitata e andò fuori catalogo il 27 gennaio 1995. Si ipotizza che l'uscita dell'album venne legittimata da Prince in cambio della "libertà artistica" dalla casa discografica in modo da poter firmare un nuovo contratto con un'altra etichetta. Tuttavia, poco tempo prima della pubblicazione dell'album, Prince incominciò ad apparire in pubblico con la parola "slave" ("schiavo") scritta in volto e cambiò il suo nome d'arte in un simbolo impronunciabile.
Durante la settimana dell'uscita ufficiale dell'album, la Warner affittò una pagina del numero del 26 novembre 1994 della rivista Billboard offrendo a quanti fossero in possesso di una copia pirata del disco, una copia gratis della versione ufficiale di The Black Album se avessero spedito via posta all'etichetta quella bootleg da loro detenuta. L'offerta venne limitata ai primi mille aderenti all'offerta.

## Tracce
Testi e musiche di Prince, tranne dove indicato diversamente.
1. Le Grind – 6:44
2. Cindy C. – 6:15
3. Dead on It – 4:37
4. When 2 R In Love – 3:59
5. Bob George – 5:36
6. Superfunkycalifragisexy – 5:55
7. 2 Nigs United 4 West Compton – 7:01
8. Rock Hard In a Funky Place – 4:31 (Prince, Eric Leeds)

## Formazione[8]
- Prince – voce solista e strumenti vari
- Sheila E. – cori (1), batteria (7)
- Eric Leeds – sassofono (1, 2, 8)
- Atlanta Bliss – tromba (1, 2, 8)
- Cat Glover – cori (1), cori e rap (2), parlato (7)
- Boni Boyer – cori (1)
- Susannah Melvoin – cori (8)

## Classifiche
| Classifica (1994) | Posizione massima |
| ----------------- | ----------------- |
| Australia         | 15                |
| Austria           | 7                 |
| Canada            | 48                |
| Francia           | 11                |
| Germania          | 49                |
| Paesi Bassi       | 35                |
| Regno Unito       | 36                |
| Stati Uniti       | 47                |
| Stati Uniti (R&B) | 18                |
| Svizzera          | 8                 |